# あわえ
株式会社あわえ（英: AWAE Co., Ltd.）は、徳島県海部郡美波町に本社を置く企業。2013年設立。

## 概要
「日本の地方をもっと元気に 地方の力で日本を元気に」をビジョンに掲げ、徳島県美波町を拠点に、人口減少や高齢化等に起因する地域課題を解決する会社。
全国の地方自治体に対してベンチャー企業等のサテライトオフィス誘致支援を軸とした地域活性化に取り組んでいる。全国の自治体を支援し、各地へサテライトオフィス誘致を実現している。 

## 沿革
- 2013年 - 設立
- 2014年 - サテライトオフィス誘致を中心とした地方創生事業を開始
- 2016年 - 美波町の地方創生パートナー企業に就任、多地域就学制度（デュアルスクール）を開始
- 2017年 - 自治体と企業の出会いを創出するマッチングイベントを開始
- 2018年 - 『本社は田舎に限る』を代表が出版
- 2019年 - 映画『波乗りオフィスへようこそ』全国公開。最新ソリューションを地域に繋ぐ「地域×Tech事業」を開始
- 2020年 - 「情報通信月間」総務大臣表彰（団体）を受賞。GOENLOG事業を開始
- 2021年 - 企業版ふるさと納税募集支援事業を開始。グループ企業「一般社団法人ミライの学校」、「株式会社四国の右下木の会社」を設立
- 2022年 - 「ふるさとづくり大賞」優秀賞（総務大臣表彰）を受賞。デュアルスクールが「グッドデザイン金賞」（経済産業大臣賞）を受賞